# Szlachtowa

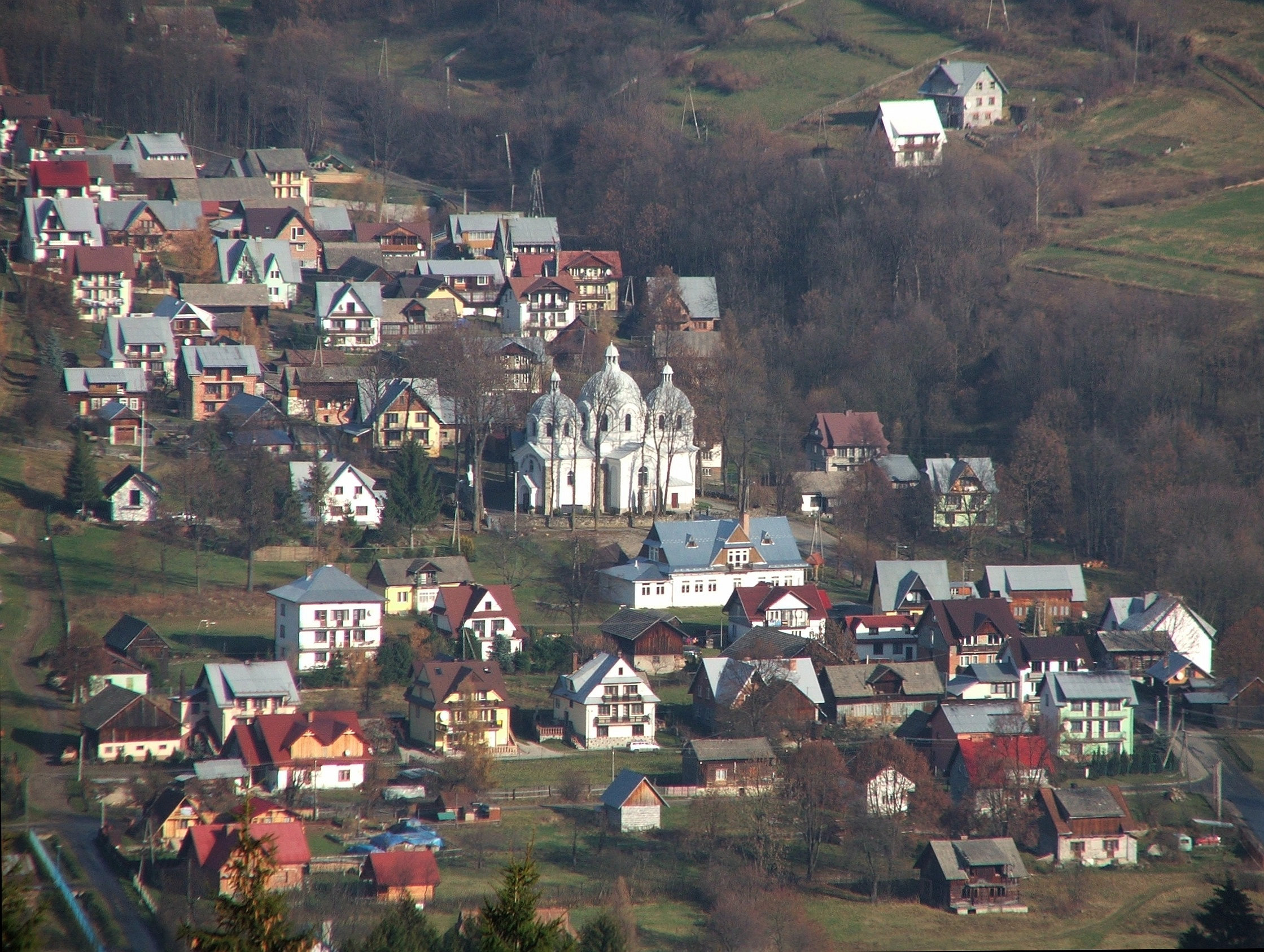
Ortsansicht

Szlachtowa (ukrainisch Шляхтова, Schlachtowa) ist eine Ortschaft mit einem Schulzenamt der Gemeinde Szczawnica im Powiat Nowotarski der Woiwodschaft Kleinpolen in Polen.

## Geographie
Der Ort liegt am Bach Grajcarka (früher Ruski Potok) zwischen den Sandezer Beskiden (Beskid Sądecki) im Norden und den Pieninen im Süden sowie zwischen der Stadt Szczawnica im Westen und Jaworki im Osten.

## Geschichte
Der Ort liegt im Lemkenland in einer Enklave am weitesten westlich gelegen an der polnischen Seite der Grenze, obwohl er im Süden an die russischen/lemkischen Dörfer Veľký Lipník und Stráňany grenzte. Das erste lemkische Dorf im Osten in Polen war Wierchomla Wielka. Diese Enklave, von Roman Reinfuss Ruś Szlachtowska genannt, umfasste vier Dörfer (Szlachtowa, Jaworki, Biała Woda und Czarna Woda). Bis zur Aktion Weichsel im Jahre 1947 wurde sie von spezifischen Untergruppen der Lemken bewohnt.
Der Ort wurde im 15. Jahrhundert erstmals erwähnt und wurde zunächst von Polen bewohnt, obwohl sich schon im frühen 15. Jahrhundert (ruthenisierten) „Walachen“ weiter westlich in Ochotnica in den Gorcen ansiedelten. Im Jahre 1523 wurde der Schultheiß Achacy Jordan, einer Russin.
Bei der Ersten Teilung Polens kam Szlachtowa 1772 zum neuen Königreich Galizien und Lodomerien des habsburgischen Kaiserreichs (ab 1804).
Im Jahre 1900 hatte die Gemeinde Szlachtowa 159 Häuser mit 653 Einwohnern, davon 646 ruthenischsprachig, 7 polnischsprachig, 646 griechisch-katholische, 5 römisch-katholische, 2 Juden.
1918, nach dem Ende des Ersten Weltkriegs und dem Zusammenbruch der k.u.k. Monarchie, kam Szlachtowa zur Zweiten Polnischen Republik.
Im Zweiten Weltkrieg gehörte es zum Generalgouvernement. Im Jahre 1944 wurden der stellvertretende Vogt des Dorfes und ein Aktivist der OUN Semen Szlachtowski von der Polnischen Heimatarmee getötet.
Von 1962 bis 2007 wurde das Dorf nach Szczawnica eingemeindet.

## Sehenswürdigkeiten

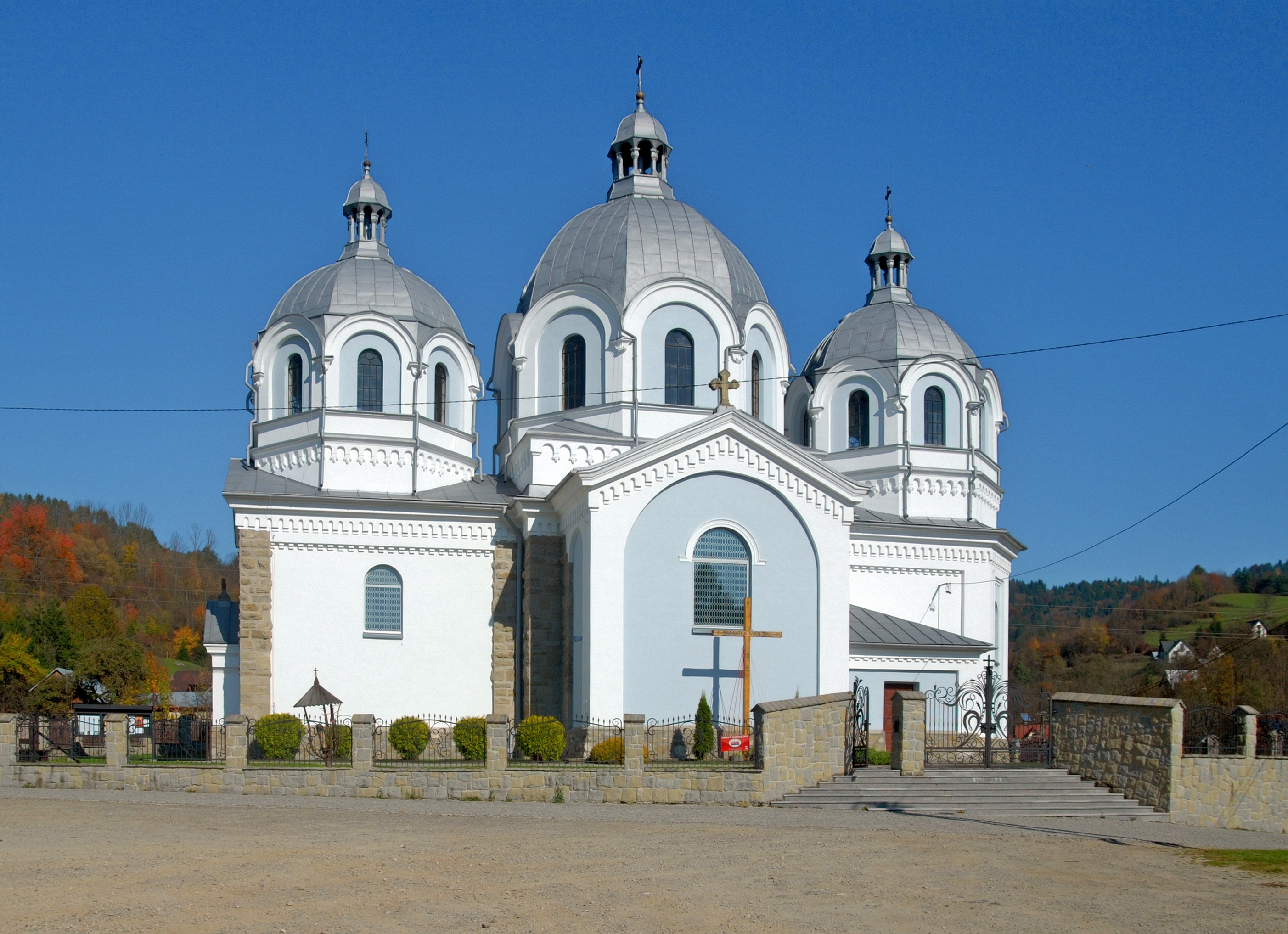
Ehemalige griechisch-katholische Kirche

- Ehemalige griechisch-katholische Kirche, erbaut 1904–1909, nach der Aktion Weichsel römisch-katholisch

## Persönlichkeiten
- Ludwik Ruczka (1814–1896), polnischer Politiker und Priester